# Metal·lotèrmia
La metal·lotèrmia és una composició pirotècnica d'un pols metàl·lic i un òxid de metall que produeix una reacció exotèrmica d'oxidació reducció coneguda com a reacció metal·lotèrmica. Si l'alumini és l'agent reductor, s'anomena una reacció aluminotèrmica. La majoria de les varietats no són explosives, però poden crear explosions curtes de temperatures extremadament altes, centrades en una àrea molt petita per un breu període. La metal·lotèrmia és simplement una barreja de metall, sovint anomenat el "combustible" i un oxidant. La seva forma d'acció és molt similar a la d'altres oxidants de combustible com les barreges de pols negra.
La metal·lotèrmia pot ser de diverses composicions. Alguns "combustibles" que poden ser utilitzats són l'alumini, el magnesi, el calci, el titani, el zinc, el silici, el bor i altres. Un combustible d'ús comú en les mescles de metal·lotèrmia és l'alumini, a causa del seu alt punt d'ebullició. Els oxidants poden ser: l'òxid de bor (III), l'òxid de silici (IV), l'òxid de crom (III), l'òxid de manganès (IV), l'òxid de ferro (II, III), l'òxid de coure (II) i l'òxid de plom (II, III, IV), entre d'altres.